# Hugo von Rosenegg
Hugo von Rosenegg (* unbekannt; † 16. Oktober 1418 in Pfäffikon) war von 1402 bis 1418 der 29. Abt von Einsiedeln.

## Herkunft und Familie

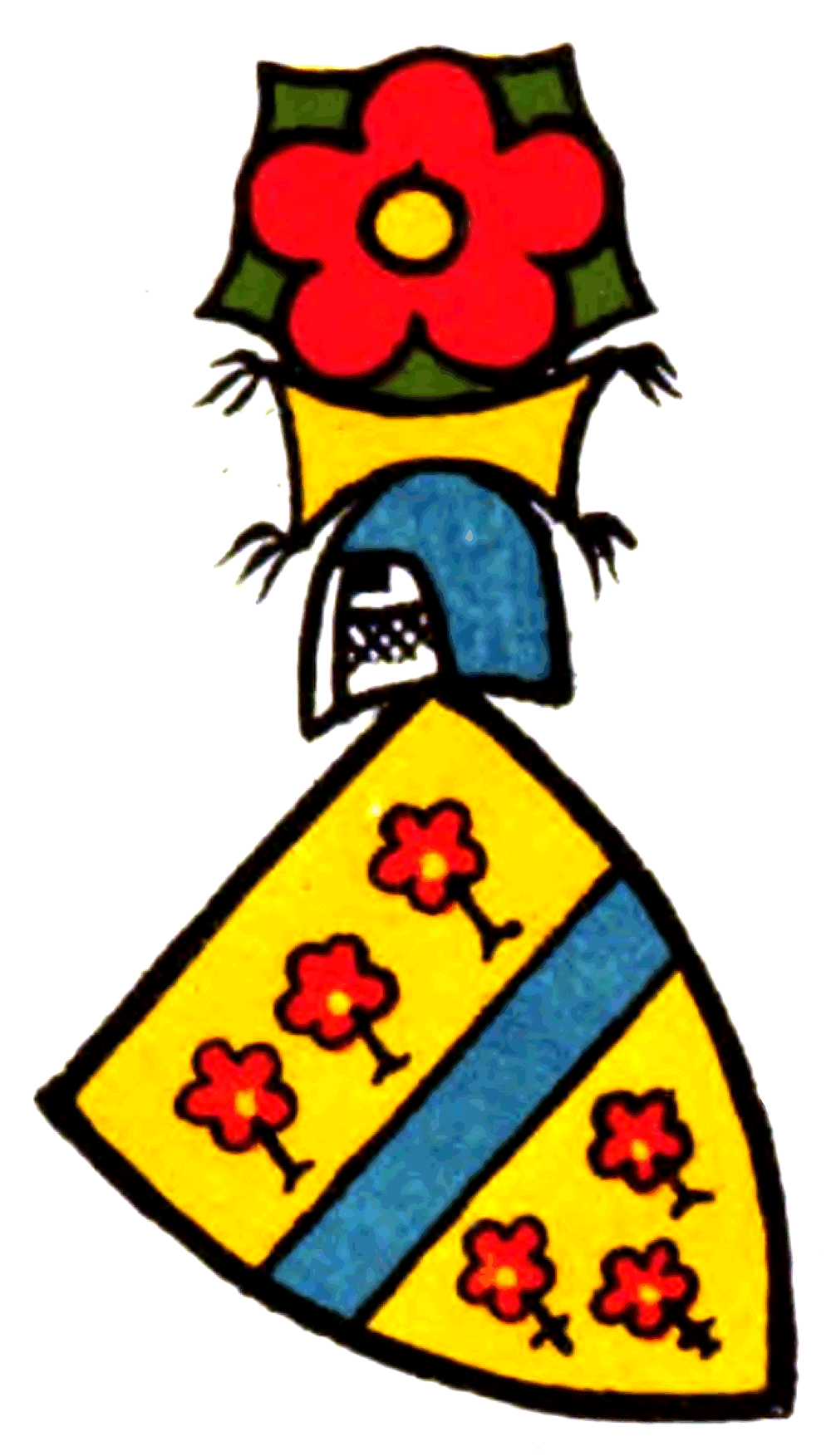
Wappen derer von Rosenegg in der Zürcher Wappenrolle

Hugo gehörte dem Adelsgeschlecht der Rosenegg an. Sein Vater, Freiherr Johannes von Rosenegg, war österreichischer Landherr im Thurgau.
Ob Werner, Abt von Reichenau (1385 bis 1402), sein Bruder war, steht nicht genau fest.

## Leben
Am 3. Februar 1396 bestellte der damalige Abt Ludwig von Thierstein Hugo zum Pfleger des Gotteshauses, wodurch ihm die gesamte Verwaltung oblag. Nachdem er sich am 13. März 1400 die Stellung des Propstes von St. Gerold gesichert hatte, wurde er nach dem Tode Abt Ludwigs 1402 zum Abt von Einsiedeln gewählt.
Aufgrund seiner Stellung nahm Abt Hugo an dem durch Kaiser Sigismund und Papst Johannes einberufenen Konzil von Konstanz teil. Ebenso war er Teil des Äbtekapitels des Benediktinerordens, welches vom 28. Februar bis 18. März 1417 im Kloster Petershausen tagte.